# Les Films Ariane
Les Films Ariane est une société française de production de cinéma, spécialisée dans la qualité française. La société, fondée par Alexandre Mnouchkine, Georges Danciger et Francis Cosne en 1945, emprunte son nom à Ariane, la fille de Mnouchkine, âgée alors de six ans.
Société intégrée, Les Films Ariane suivent la production d'un film de son scénario à sa promotion. Sur la centaine de films produits de 1946 (Tant que je vivrai) à 2000 (Meilleur Espoir féminin), souvent en coproduction franco-italienne, la compagnie fait travailler des réalisateurs comme Jean Cocteau, Julien Duvivier, Philippe de Broca, Claude Lelouch, Emil-Edwin Reinert, Claude Miller, Bob Swaim, Alain Resnais, Éric Rohmer, Édouard Molinaro ou Bertrand Blier et des stars telles  Jean Marais, Gérard Philipe, Fernandel, Michel Simon, Jean Gabin, Martine Carol, Brigitte Bardot, Gina Lollobrigida, Jean-Paul Belmondo, Catherine Deneuve, Michel Piccoli, Philippe Noiret, Jacques Brel, Lino Ventura, Annie Girardot ou Gérard Depardieu.
Dès 1948, leur association avec Cocteau donne L'Aigle à deux têtes et Les Parents terribles. Au cours des années 1950, ils collaborent ensuite avec Gilles Grangier (L'Homme de joie et L'Amant de paille), Julien Duvivier (Le Retour de don Camillo), Gérard Philipe, à la fois comme réalisateur (Les Aventures de Till l'Espiègle) et acteur (Fanfan la Tulipe, la première coproduction franco-italienne) et Christian-Jaque (Lucrèce Borgia, Madame du Barry, Si tous les gars du monde, La Loi, c'est la loi, Babette s'en va-t-en guerre).
Durant la Nouvelle Vague, ils continuent à produire des films populaires à succès. En 1964, United Artists signe un contrat de distribution non exclusif avec Les Films Ariane, qui donnera notamment Le Train de John Frankenheimer, plusieurs films de de Broca (L'Homme de Rio, Les Tribulations d'un Chinois en Chine, Le Roi de cœur), de Louis Malle (Viva Maria !) puis de Claude Lelouch (Un homme et une femme, Vivre pour vivre, La Vie, l'amour, la mort, Un homme qui me plaît, Le Voyou, L'aventure c'est l'aventure, et Un autre homme, une autre chance). En 1973 sort un autre grand succès des Films Ariane : L'Emmerdeur, adaptation avec Brel et Ventura de la pièce Le Contrat de Francis Veber.
En 2000, la société a été dissoute et les actifs repris par la société TF1 Studio.

## Filmographie
- 1946 : Tant que je vivrai de Jacques de Baroncelli
- 1946 : Le destin s'amuse d'Emil E. Reinert
- 1947 : Non coupable d'Henri Decoin
- 1948 : Les Condamnés de Georges Lacombe
- 1948 : L'Aigle à deux têtes de Jean Cocteau
- 1948 : Les Parents terribles de Jean Cocteau
- 1949 : Bal Cupidon de Marc-Gilbert Sauvajon
- 1950 : Julie de Carneilhan de Jacques Manuel
- 1950 : Mon ami Sainfoin de Marc-Gilbert Sauvajon
- 1950 : L'Amant de paille de Gilles Grangier
- 1950 : L'Homme de joie de Gilles Grangier
- 1951 : Le Cap de l'espérance de Raymond Bernard
- 1952 : Fanfan la Tulipe de Christian-Jaque
- 1953 : Le Retour de don Camillo de Julien Duvivier